# قلعه قطور
قلعه قطور مربوط به دوران‌های تاریخی پس از اسلام است و در شهرستان خوی، بخش مرکزی، روستای قطور واقع شده و این اثر در تاریخ ۱۰ خرداد ۱۳۸۲ با شمارهٔ ثبت ۸۹۱۸ به‌عنوان یکی از آثار ملی ایران به ثبت رسیده است.